# Sha Chau
Sha Chau (kinesiska: 沙洲) är en ö i Hongkong (Kina). Den ligger i den västra delen av Hongkong. Arean är 0,12 kvadratkilometer.
Terrängen på Sha Chau är platt. Öns högsta punkt är 39 meter över havet. I omgivningarna runt Sha Chau växer i huvudsak städsegrön lövskog.